# أبرهة الحبشي
أبرهة (نحو 500م - نحو 570م): ملك مسيحي، حبشي الأصل. تغلب على اليمن واستطاع الإطاحة بالملك سميفع أشوع، وتوّج نفسه حاكمًا على اليمن، ولقب نفسه بألقاب الملوك، وإن اعترف اسميًّا بأنه "عزلي ملكن أجعزين"، أي "نائب ملك الأجاعز" على اليمن. وحكم اليمن أمدًا، وترك في نفوس اليمانيين أثرًا قويًّا. ووصف نفسه في النقوش بأنه (أب ر هـ / ز-بـ-يمن) (أبرهة الذي باليمن). وفي مزاعم عبد الملك بن هشام أن (أبرهة) يعني بالحبشية صاحب الوجه الأبيض. ويظهر من الرواية العربية أن نهاية أبرهة كانت بعد عودته من مكة بقليل إذ لازمه الوباء الذي نزل برجال حملته أثناء محاصرتهم لها، ولم يتركه حتى بلغ صنعاء وهو مريض متعب، فهلك بها عند وصوله، ويجب أن يكون ذلك سنة 570 للميلاد. أما المصادر اليونانية، فلم تشر إلى سنة وفاته. وآخر نقش تم العثور عليه لأبرهة في شهر ذو المهلة سنة 668 في التقويم الحميري الموافق نوفمبر 558م.

## التاريخ
بعد نجاح الحملة الحبشية على حِمْيَر، ومقتل الملك الشرعي يوسف أسأر الحميري في فبراير 530م، وبعد مفاوضات بين قادات ذا نواس وملك أكسوم آل أصبحة، أقر الملك الأكسومي رجل من حمير يدعى سميفع أشوع ليكون ملكًا على سبأ ونائباً لملك أكسوم على أن يتنصر ويدفع إلى الأحباش جزية سنوية. ونحو سنة 535 بدعم من الجيش الحبشي، أطاح أبرهة أحد القادة الأحباش العسكريين، بالملك سميفع أشوع. ويشير المؤرخ بروكوبيوس إلى أن من تبقى من جنود الحبشة في أرض حمير ثاروا على سميفع أشوع وحصروه في قلعة، وعينوا مكانه عبدًا نصرانيًا اسمه أبرهة كان مملوكًا في مدينة عدوليس لتاجر يوناني. فغضب النجاشي وأرسل قوة قوامها ثلاثة آلاف رجل لتأديبه وتأديب من انضم إليه. فلما وصلت قواته إلى اليمن، التحقت بالثوار، وقتلت قائدها وهو من ذوي قرابة النجاشي، فغضب آل أصبحة عندئذ غضبًا شديدًا، وسير إليه قوة جديدة لم تتمكن من الوقوف أمام أتباع أبرهة، فانهزمت ولم يفكر النجاشي بعد هذه الهزيمة في إرسال قوة أخرى. فلما مات، صالح أبرهة خليفته على دفع جزية سنوية، على أن يعترف به نائبًا عن الملك على اليمن، فعين نائبًا عنه.
في نهاية عام 546م - بداية عام 547م، ثار حاكم قبيلة كندة يزيد بن كبشة على أبرهة، وانضم إلى ابن كبشة أمراء سبأ وفي جملتهم القيل (معديكرب بن سميفع)، وقاتلوا جيوش أبرهة، واستسلم ابن كبشة في يونيو سنة 547م، واستمر أقيال سبأ يقاتلون أبرهة. بحلول يوليو 547م، اجتاحت الانتفاضة معظم أراضي جنوب الجزيرة العربية تأييداً لسبأ ضد أبرهة. أدى انهيار سد مأرب، الذي هدد وجود واحة مأرب، التي كانت أكبر مركز زراعي في جنوب الجزيرة العربية، إلى إجبار أبرهة على تقديم تنازلات والتصالح مع المتمردين. في أكتوبر 547م - مارس 548م، بناءً على أوامر أبرهة، تم إصلاح هذا السد. وأثناء ترميم السد، وصلت سفارات من أكسوم وبيزنطة وساسان، وكذلك من الحكام العرب - المنذر الثالث ملك الحيرة، والحارث بن جبلة وشقيقة أبو كرب بن جبلة ملوك غسان، مما يشهد على المكانة الدولية العالية لأبرهة. وفي سنة 548، عين أبرهة ابنه "أكسوم" "يكسوم" أميراً ونائباً له على أرض "معاهر"، وكانت له "ذي معاهر"، فعرف بـ"يكسوم ذي معاهر" (CIH 541 - السطر 82).

## في النقوش الأثرية
كان اعتقاد الباحثين أن نقوش مريغان تذكر قصة غزو أبرهة لمكة، ولكن لاحقاً صار من الواضح، كما يقول كريستيان روبن، أن هذا غير صحيح، ومع ذلك فإن اكتشاف رسوم فيلة في نجران بالقرب من أحد نقوش أبرهة، يجعل قصة غزو مكة أمراً ممكن الحدوث فيما بين عامي 560 - 565م، لكن يرى روبان أن قصة الفيل إنما هي إشارة إلى طاعون جستنيان الذي ضرب المنطقة في عهد الملك أبرهة.وقد أشار المؤرخ "ديونيسيوس ستاثاكوبولوس" إلى تفشي طاعون جستنيان في جنوب الجزيرة العربية ما بين عامي 547م - 549م،وكذلك تفشت جائحة أخرى كانت شرارتها فيما بين عامي 560 - 561، واجتاحت القسطنطينية وسوريا وبلاد الرافدين، ومن ثم انتشرت في المناطق المحيطة، وهي الجائحة التي يشير إليها روبان.وأشار "ديونيسيوس" إلى وقوع جائحة ثالثة فيما بين عامي 571 - 573م، انتشرت في أوروبا ثم دخلت إلى القسطنطينية والشرق الأوسط.
للملك أبرهة سبعة نقوش أثرية، تؤرخ بالفترة بين 548 إلى 560 للميلاد، على النحو التالي:
| النقش          | الرمز           | سنة النشر | تاريخ النقش  |
| -------------- | --------------- | --------- | ------------ |
| سد مأرب 4      | DAI GDN 2002-20 | 2014      | 548 م        |
| سد مأرب 5      | CIH 541         | 1897      | مارس 548 م   |
| مُرَيْغَان 1       | Murayghān 1     | 1951      | سبتمبر 552 م |
| مُرَيْغَان 2       | Murayghān 2     | 1988      |              |
| مُرَيْغَان 3       | Murayghān 3     | 2012      | قبل 554 م    |
| نقش حِمَى        | Idhbaḥ JFR01.29 | 2018      |              |
| سد مأرب 6      | Sadd Maʾrib 6   | 1955م     | نوفمبر 558م  |
| (من عصر أبرهة) | CIH 325         | 1917      | 559-560 م    |
|                |                 |           |              |

يعتقد أن أبرهة بقى نائباً لملوك أكسوم، يشاركه (رمحيز الذي باليمن)، وقد جاء في نقش ترميم سد مأرب المؤرخ في شهر مارس 548م: أبرهة "عزلي ملكن أجعزين رمحيز"، أي "نائب ملك الأجاعز رمحيز" (CIH 541)، وفي آخر نقوش أبرهة المتوفرة (Sadd Maʾrib 6) المدون في شهر ذو المهلة سنة 668 حـ في التقويم الحميري الموافق نوفمبر 558م، الآتي: «أبرهة ملك سبأ وذي ريدان وحضرموت ويمنت وأعرابهم في الطود وتهامة، رمحيز بسم الرحمن الملك». وقد اتَّخَذَ (Waʽzeb) ابن الملك كالب (547م - 560م) لقب (ملك أكسوم وحمير وذو ريدان وسبأ وسلحين) كما في النقش (RIEth 192).
ولـ"أبرهة" نص (Ry 506)، كتبه لمناسبة غزو معدًا، في شهر ذو الثابة سنة 662 حـ في التقويم الحميري الموافق أبريل 552م. وهذا النص مدونًا على صخرة بالقرب من بئر مريغان، ونصه: «بحول الرحمن ومسيحه. الملك أبرهة زبيمان ملك سبأ وذي ريدان وحضرموت ويمنت وأعرابها في الطود وتهامة، سطروا هذه الأسطر لما غزت معد: الغزوة الربيعية بشهر  ذو الثابة، ولما غلظ "ثار" كل "بنو عامر". أرسل الملك "أبا جبر" بقبيلة كندة وقبيلة "عل"، و"بشر بن حصن" بقبيلة "سعد" وقبيلة "مراد"، لحرب "بني عامر" فتحركا بسرعة، وقدما جيشهما نحو العدو: فحاربت كندة وقبيلة "علة" بني عامر في وادي ذي مرخ، وحاربت "مراد" و"سعد" بواد يؤدي" إلى "تربان". فقتلوا من بني عامر وأسروا وكسبوا غنائم. وأما الملك، فحارب بـ "حلبان". وهزمت معد، فرهنت رهائن عنده. وبعدئذ، فاوض عمرو بن المنذر وقدم رهائن من أبنائه. فاستخلفه "أقره" على معد. وقفل أبرهة راجعًا من "حلبان" بحول الرحمن. بتاريخ اثنين وستين وست مائة».ويظهر من النص أن أبرهة غزا بنفسه معدًا سنة 662 من التقويم الحميري، والتقى بها في موضع "حلبان"، فهزمها وانتصر عليها، فاضطرت عندئذ إلى الخضوع له ومهادنته، وإلى وضع رهائن عنده تكون ضمانًا لديه بعدم خروجها مرة ثانية عليه. فوافق على ذلك. وفيما كان في "حلبان" بعد اتفاقه مع معد، جاءه عمرو بن المنذر، وكان أبوه "المنذر" عينه أميرًا على معد، ليفاوضه في أمر معد فقابله بـ"حلبان"، وأظهر له استعداد أبيه "المنذر" على وضع رهائن عنده لئلا يتكرر ما حدث، وبحصول اعترافه على تولي عمرو حكم "معد" فوافق أبرهة على ذلك، وقفل أبرهة راجعًا إلى اليمن، وسوى بذلك خلافه مع معد. وصار عمرو بن المنذر رئيسًا على معد بتعيين أبيه له عليها وبتثبيت أبرهة هذا التعيين. ومما روي من شعر عن هذه الوقعة قول المخبل القريعي: «ضَرَبوا لِأَبرَهَةَ الأُمورَ مَحَلَّها،	حَلبانُ فَانطَلَقوا مَعَ الأَقوالِ. وَمُحَرِّقٌ وَالحارِثانِ كِلاهُما، شُرَكاؤُنا في الصِهرِ وَالأَموالِ»، وقال أيضاً: «وَيَومَ أَبي يَكسومَ وَالناسُ حُضَّرٌ، عَلى حلَبانٍ إِذ تَقَضّى مَحاصِلُه. فَتَحنا لَهُ بابَ الحَصيرِ وَرَبُّهُ، عَزيرٌ تَمَشّى بِالحِرابِ  مقاولُهُ. عَلَيهِ مَعَدٌّ حَولَنا بَينَ حاسِدٍ، وَذي حَنَقٍ تَغلي عَلَينا مَراجِلُه». ويظهر من هذا الشعر أن أبرهة لما جاء بجيشه إلى موضع حلبان، وجد مقاومة، ووجد أبواب الحصن مقفلة، وقد تحصن فيه المقاومون له ودافعوا عنه، فهجم قوم الشاعر عليه، ففتحوا باب الحصن، ودخلوه. أما تأديب "بني عامر"، فلم يقم به أبرهة بنفسه، بل قام به قائد اسمه "أبا جبر"، قاد قبيلتي "كندة" و"علة"، وقائد آخر اسمه "بشر بن حصن"، قاد قبيلة "مراد" و"سعد". وسار القائدان بجيشهما وتقدما بهما إلى "بني عامر"، وحاربا على هذا النحو: حاربت "كندة" و"عل" بني عامر في وادي ذي مرخ. وحاربت "سعد" "ومراد" بوادٍ يؤدي إلى "تربان" (هضبة تربان)، فقتلوا وأسروا وأصابوا غنائم.
ولـ"أبرهة" نص آخر (Murayghān 3)، كتبه بعد النص المتقدم، ولم يدون تاريخه، ونصه: «الملك أبرهة الذي باليمن ملك سبأ وذي ريدان وحضرموت ويمنة وبدو نجد والتهائم، سطروا هذا النقش يوم قفلوا عائدين من أرض معد وذلك عندما استولوا على أعراب معد من المنذر، وطردوا عمرو بن المنذر، وسيطر على جميع أعراب: معد، وهجر، وخط، وطيء، ويثرب، وجزم»، ولفظ "جزم" في الكتابات الجنوبية، ترد في كتب العقود والالتزامات، وموافقة المتعاقدين التامة، ولكن هنا يقترح كريستيان روبن أنها قد تكون قبيلة جذام، بينما توقفت "فالنتينا آي غراسو" ووصفت لفظ "جزم" بالمجهول. ويظهر من النص أن أبرهة غزا بنفسه منطقة واسعة من الجزيرة العربية، وبسط نفوذه على أعراب هجر، وخط أي المنطقة الشرقية من شبه الجزيرة العربية، وطيء في شمال الجزيرة العربية، وأعراب يثرب في الحجاز، وعقد "جزم" مواثيق مع تلك المناطق الواسعة. وقد أشار أبو عمرو الشيباني لغزو أبرهة بلاد نجد، ووفود العرب على أبرهة، وكان فيمن أمّر على القبائل، زهير بن جناب الكلبي الذي أمّره على تغلب و بكر.
وفق المصادر العربية، اسمى وهب بن منبه أبرهة بالأشرم، وروى خبر صعوده إلى العرش حتى وصوله مكة. وروى ابن سعد البغدادي بأسانيده عن ابن عباس، ولقيط بن عامر، وعطاء بن يسار، وجبير بن مطعم؛ خبراً طويلا عن أبرهة. وفي مزاعم عبيد بن شرية وابن الكلبي أن أبرهة الحبشي وادع الصَبَّاح بن لهيعة الحميري سيد حمير، وزوجه ابنته ريحانة بنت أبرهة الحبشي، فأولدها الصباح غلاما، فسمته ريحانة (أبرهة) على اسم أبيها، ويشير ابن الكلبي إلى أن أبرهة بن الصباح كان ملك تهامة، وقد قتل ابنه شرحبيل بن أبرهة وهو شيخاً يوم صنعاء في سنة 11 هـ وفقاً لابن شهاب الزهري، وابنه أبرهة بن شرحبيل بن أبرهة وفد على النبي ﷺ، وكان مع معاوية يوم صفين، وله عقب ذو شرف في مصر والشام واليمن، وفيه أبو موسى الأشعري يقول: «شرف معاوية، فإن هذا الأمر ليس على الشرف يولاه أهله، لو كان على الشرف كان أحق الناس بهذا الأمر أبرهة بن الصباح، إنما هو لأهل الدين».

## قصته في المصادر العربية

### رواية ابن عباس وطبقته
روى ابن سعد البغدادي بأسانيد عالية عن ابن عباس، ولقيط بن عامر، وعطاء بن يسار، وجبير بن مطعم - دخل حديث بعضهم في حديث بعض - قالوا: «كان النجاشي قد وجه أرياط أبا صحم في أربعة آلاف إلى اليمن، فأداخها وغلب عليها، فأعطى الملوك، واستذل الفقراء، فقام رجل من الحبشة يقال له أبرهة الأشرم أبو يكسوم، فدعا إلي طاعته، فأجابوه، فقتل أرياط، وغلب على اليمن».

### رواية وهب بن منبه
قال وهب بن منبه: «[أبرهة الاشرم: أول ملك من الحبشة افتتح اليمن وملكها - وهو الذي أراد هدم البيت - فسار إليه ومعه الفيل، فأهلك الله جيشه بطير أبابيل، ووقعت في جسده الآكلة، فحمل إلى اليمن فهلك بها. وفي ذلك العصر ولد النبي صلى الله عليه وآله وسلم».

### رواية الكلبي
قال ابن الكلبي: «لما كان من أمر ذي نُواس ما كان في أرض نَجْرَان حين ألقاها في الأخاديد وحرَّقَهم بالنار، خرج عند ذلك رجلٌ من اليمن يقال له دَوْس بن عازب ذي ثعلبان الحميري، مراغما لذي نُوَاس بالخَيْل حتى دخل الرَّمل ففاتهم، فعند ذلك قالت حِمْيَر دعوه فقد قتل نفسه. فلن يَنْجُوَ من الرمل، فنجا دَوْسُّ من الرمل، وكان على دين النصرانية. فشكا إلى ملك الحبشة ما لقي أهل نجران من ذي نواس، وقال إنهم أهل نصرانية، وانت أحق من انتصر منهم لهم. فكتب ملك الحبشة إلى قيصر يُعْلِمُه، ويستأذنه في التوجه إلى اليمن. فكتب إليه يأمره بذلك، وأعلمه أنه سيظهر عليها، وأمره أن يولي دَوْس بن عازب الحِمْيَريْ أمر قومه. فبعث إليه ملك الحبشة سبعين ألفا من الحبشة، وجعل على ضبطهم قائدا من قُوَّده يقال له أرباط، وقال له: إذا ظهرتم على ذي نُواس فليكن دَزْسُ بن عازب على قومه، وكنت أنت على ضبط الجيش وساروا حتى خرجوا إلى أرض اليمن، وسمع بهم ذُ نُوَاس، فجمع لهم وخرج إليهم. فاقتتلوا قتالا شديدا. وكانت نقمة الله في ذي نُوَاس وأصحابه، لإحراقهم المؤمنين، فانهزمت حِمْيَر وقُتِلَ بَشَرُّ كثير. فلما رأى ذو نواس وأصحابه ذلك أقحم فَرَسه البحر فأغرق نفسه، وظفر السودان بعسكره. فلما رأى ذلك أبْرَهة الأشرم نازع أرباط الجيش. وقال: أنا أحق أن أضبط جيش الحبشة. فقال لهما دَوْسُ بن عازب بن ذي ثعلبان الحميري: ما كنت لأدخل في شيء من أمركما. فصارت الحبشة حِزْبَيْن. حزب مع أبرهة وحزب مع أرباط وتهيئوا للحرب، فأقبل عَتْوَة بن الحبتري الحميري - وكان من أبطال حمير ورجالها - فقال لأبرهة: إن أرباط لو قُتِلَ لاستقامت لك الحبشة، قال: أجل، فمن يقتله؟ قال عَتْوَدة بن الحبتري: أنا أقتله. فقال أبرهة: وكيف ذلك؟ قال: تدعوه إلى البراز لك. فأكمن أنا له فإذا برز إليك خرجتُ إليه من خلفه فَقَتَلْتَهُ. قال: فبعث أبرهة إلى أرباط - وكان أبرهة رجلا قصيرا فحمل عليه أرباط فضربه بعمود كان معه - وهو يريد رأسه - فقصر وشرم حاجبه وعَيْنه وأنفه وشَفَتَه، فبذلك سمي الأشرم. وحمل عَتْوَدَة على أرباط فطعنه فقتله، واستولى عند ذلك أبرهة على الحبشة. وكان صاحب الجيش عَتْوَدَة من تحت يد أبرهة وسار أبرهة حتى ورد أرض اليمن، وكان عتودة صاحب أمره، فلما ورد أرض اليمن تركت مذبح وهمدان سهل البلاد وصعدوا إلى الجبل، وقالوا: لاندخل في طاعة أحد غير حمير. وانما كان البلد الذي نزله أبرهة بلد حمير وهمدان ومذبح وبني نهد. فأما مذبح وهمدان فاعتصموا بجبالهم وامتنعوا بالخيل والعدة، وكانوا يغيرون على أبرهة إذا وجدوا الفرصة، ثم يصعدون إلى جبالهم، ولم يكن بينهم وبين أبرهة سِلْم، وكانوا له حربا، وهم في جبالهم، ولم ينزلوا إلى السهل حتى قدم ابن ذي يزن اليمن. وأما بنو نهد فوادعوا أبرهة على أن ينزلوا السَّهل من أرض اليمن آمنين، لايعرض لهم أحدٌ من قِبَل أبرهة، ولا يعرضون لأحد من أصحاب أبرهة. وتركوا عند أبرهة رَجُلاً رهينة من ساداتهم يقال له طُفَيْل بن عبد الرحمن بن طفيل بن كعب النهدي».

### رواية ابن إسحاق

رسم صخري يصور فيلة في نجران بقرب أحد نقوش أبرهة

قال محمد بن إسحاق: «لما ظهرت الحبشة على أرض اليمن كان ملكهم إلى أرياط وأبرهة، وكان أرياط فوق أبرهة، فأقام أرياط باليمن سنتين في سلطانه لا ينازعه أحد، ثم نازعه أبرهة الحبشي الملك، وكان في جند من الحبشة، فانحاز إلى كل واحد منهما من الحبشة طائفة، ثم سار أحدهما إلى الآخر، فكان أرياط يكون بصنعاء ومخاليفها، وكان أبرهة يكون بالجند ومخاليفها، فلما تقارب الناس ودنا بعضهم من بعض، أرسل أبرهة إلى أرياط: إنك لا تصنع بأن تلقي الحبشة بعضهم ببعض فتفنيها بيننا، فابرز لي، وأبرز لك، فأينا ما أصاب صاحبه انصرف إليه جنده. فأرسل إليه أرياط : قد أنصفت. فخرج أرياط، وكان رجلا عظيما، طويلا وسيما، وفي يده حربة له، وخرج له أبرهة، وكان رجلا قصيرا، حادرا لحيما دحداحا، وكان ذا دين في النصرانية، وخلف أبرهة عبدا له يحمي ظهره يقال له عتودة، فلما دنا أحدهما من صاحبه رفع أرياط الحربة، فضرب بها رأس أبرهة يريد يافوخه، فوقعت الحربة على جبهة أبرهة، فشرمت حاجبه وعينه وأنفه وشفتيه؛ فبذلك سمي أبرهة الأشرم، وحمل غلام أبرهة عتودة على أرياط من خلف أبرهة، فزرقه بالحربة فقتله، فانصرف جند أرياط إلى أبرهة، فاجتمعت عليه الحبشة باليمن، وكان ما صنع أبرهة من قتله أرياط بغير علم النجاشي ملك الحبشة بأرض أكسوم من بلاد الحبش، فلما بلغه ذلك غضب غضبا شديدا، وقال: عدا على أميري بغير أمري فقتله؟ ثم حلف النجاشي لا يدع أبرهة حتى يطأ أرضه ويجز ناصيته. فلما بلغ ذلك أبرهة حلق رأسه، ثم ملأ جرابا من تراب أرض اليمن، ثم بعث به إلى النجاشي، وكتب إليه: أيها الملك، إنما كان أرياط عبدك، وأنا عبدك، اختلفنا في أمرك، وكلنا طاعته لك، إلا إني كنت أقوى على أمر الحبشة منه، وأضبط وأسوس لهم منه، وقد حلقت رأسي كله حين بلغني قسم الملك، وبعثت به إليه مع جراب من تراب أرضي؛ ليضعه تحت قدميه، فيبر بذلك قسمه. فلما انتهى ذلك إلى النجاشي رضي عنه، وكتب له أن اثبت بأرض اليمن حتى يأتيك أمري. فأقام أبرهة باليمن، وبنى أبرهة عند ذلك القليس بصنعاء إلى جنب غمدان كنيسة وأحكمها، وسماها القليس، وكتب إلى النجاشي ملك الحبشة: إني قد بنيت لك كنيسة لم يبن مثلها لملك كان قبلك، ولست بمنته حتى أصرف حاج العرب إليها. فلما تحدثت العرب بكتاب أبرهة بذلك إلى النجاشي، غضب رجل من النساءة أحد بني فقيم من بني مالك بن كنانة، فخرج حتى أتى القليس فقعد فيها - أي أحدث فيها - ثم خرج حتى لحق بأرضه، فأخبر بذلك أبرهة، فقال: من صنع هذا؟ فقيل له: صنعه رجل من العرب من أهل البيت الذي تحج العرب إليه بمكة لما سمع بقولك أصرف إليها حاج العرب. فغضب، فجاءها فقعد فيها، أي أنها ليست لذلك بأهل، فغضب عند ذلك أبرهة، وحلف ليسيرن إلى البيت حتى يهدمه، ثم أمر الحبشة، فتهيأت وتجهزت، ثم سار وخرج بالفيل معه، فسمعت بذلك العرب فأعظموه وقطعوا به ورأوا أن جهاده حق عليهم حين سمعوا أنه يريد هدم الكعبة بيت الله الحرام، فخرج إليه رجل من أشراف اليمن وملوكهم يقال له ذو نفر، فدعا قومه ومن أجابه من سائر العرب إلى حرب أبرهة وإلى مجاهدته عن بيت الله الحرام وما يريد من هدمه وإخراجه، فأجابه من أجابه إلى ذلك، ثم عرض له فقاتله، فهزم ذو نفر، فأتي به أسيرا، فلما أراد قتله قال له ذو نفر: أيها الملك، لا تقتلني، فعسى أن يكون مقامي معك خيرا لك من قتلي. فتركه من القتل، وحبسه عنده في وثاق . وكان أبرهة رجلا حليما ورعا ذا دين في النصرانية، ومضى أبرهة على وجهه ذلك يريد ما خرج إليه، حتى إذا كان في أرض خثعم عرض له نفيل بن حبيب الخثعمي في قبائل خثعم شهران وناهس ومن اتبعه من قبائل العرب، فقاتله فهزمه أبرهة، وأخذ له نفيل أسيرا، فأتى به، فقال له نفيل: أيها الملك، لا تقتلني، فإني دليلك بأرض العرب، وهاتان يداي على قبائل خثعم شهران وناهس بالسمع والطاعة. فأعفاه وخلى سبيله، وخرج به معه يدله، حتى إذا مر بالطائف خرج إليه مسعود بن معتب في رجال ثقيف، فقالوا له: أيها الملك، إنما نحن عبيدك، سامعون لك مطيعون، وليس لك عندنا خلاف، وليس بيتنا هذا بالبيت الذي تريد - يعنون اللات - إنما تريد البيت الذي بمكة، ونحن نبعث معك من يدلك عليه. فتجاوز عنهم، وبعثوا معه أبا رغال يدله على مكة، فخرج أبرهة ومعه أبو رغال حتى أنزلهم بالمغمس، فلما أنزله به مات أبو رغال هنالك، فرجمت العرب قبره، فهو قبره الذي يرجم بالمغمس، وهو الذي يقول فيه جرير بن الخطفي: إذا مات الفرزدق فارجموه كما ترمون قبر أبي رغال. فلما نزل أبرهة المغمس، بعث رجلا من الحبشة يقال له الأسود بن مفصود على خيل له، حتى انتهى إلى مكة، فساق إليه أموال أهل تهامة من قريش وغيرهم، فأصاب فيها مائتي بعير لعبد المطلب بن هاشم، وهو يومئذ كبير قريش وسيدها، فهمت قريش وخزاعة وكنانة وهذيل ومن كان في الحرم بقتال ، ثم عرفوا أنه لا طاقة لهم به، فتركوا ذلك...فعرضوا على أبرهة ثلث أموال تهامة على أن يرجع عنهم ولا يهدم البيت، فأبى عليهم، والله أعلم أكان ذلك أم لا... ولما أصبح أبرهة تهيأ لدخول مكة، وهيأ فيله، وعبأ جيشه، وكان اسم الفيل محمودا، وأبرهة مجمع لهدم الكعبة، ثم الانصراف إلى اليمن، فلما وجهوا الفيل إلى مكة أقبل نفيل بن حبيب الخثعمي حتى قام إلى جنب الفيل، فالتقم أذنه، فقال: ابرك محمودا، وارجع راشدا من حيث جئت، فإنك في بلد الله الحرام. ثم أرسل أذنه، فبرك الفيل، وخرج نفيل بن حبيب يشتد حتى أصعد في الجبل، وضربوا الفيل ليقوم فأبى، فضربوا رأسه بالطبرزين فأبى، فأدخلوا محاجن لهم في مراقه فبزغوه بها ليقوم فأبى، فوجهوه راجعا إلى اليمن فقام يهرول، ووجهوه إلى الشام ففعل مثل ذلك ، ووجهوه إلى المشرق ففعل مثل ذلك، فوجهوه إلى مكة فبرك، وأرسل الله عليهم طيرا من البحر أمثال الخطاطيف والبلسان، مع كل طير منها ثلاثة أحجار يحملها، حجر في منقاره، وحجران في رجليه أمثال الحمص والعدس، لا تصيب أحدا منهم إلا هلك، وليس كلهم أصابت، وخرجوا هاربين يبتدرون الطريق التي منها جاءوا، ويسألون عن نفيل بن حبيب ليدلهم على الطريق إلى اليمن، فقال نفيل بن حبيب حين رأى ما أنزل الله بهم من نقمته: أين المفر والإله الطالب والأشرم المغلوب غير الغالب، وقال نفيل أيضا حين ولوا وعاينوا ما نزل بهم: ألا حييت عنا يا ردينا نعمناكم مع الإصباح عينا ردينة لو رأيت ولن تريه لدى جنب المحصب ما رأينا إذا لعذرتني وحمدت أمري ولم تأسي على ما فات بينا حمدت الله إذ عاينت طيرا وخفت حجارة تلقى علينا وكل القوم يسأل عن نفيل كأن علي للحبشان دينا فخرجوا يتساقطون بكل طريق ، ويهلكون بكل مهلك على كل منهل ، وأصيب أبرهة في جسده ، وخرجوا به معهم تسقط أنامله أنملة أنملة ، كلما سقطت منه أنملة اتبعتها منه مدة تمث قيحا ودما، حتى قدموا به صنعاء وهو مثل فرخ الطائر ، فما مات حتى انصدع صدره عن قلبه فيما يزعمون، وأقام بمكة فلال من الجيش وعسفاء وبعض من ضمه العسكر، فكانوا بمكة يعتملون ويرعون لأهل مكة».